# Mutz Greenbaum
Mutz Greenbaum, in England Max Greene (* 3. Februar 1896 als Max Grünbaum in Charlottenburg bei Berlin; † 5. Juli 1968 in London) war ein deutscher Kameramann und Filmregisseur, vorwiegend beim britischen Film.

## Leben
Der Sohn des Filmpioniers Jules Greenbaum und seiner Frau Emma arbeitete seit 1913 in der Filmfirma seines Vaters. Während des Ersten Weltkrieges stand er vor allem für Detektivfilme von Max Mack hinter der Kamera.
Er versuchte sich dann kurzzeitig als Regisseur, kehrte aber schon 1920 zu seiner bisherigen Tätigkeit als Kameramann zurück. In den 20er Jahren filmte er für verschiedene deutsche Produktionsfirmen. 1930 kam er für die Dreharbeiten zur deutsch-britischen Mehrsprachen-Produktion Two Worlds / Zwei Welten nach London, wohin er 1931 übersiedelte.
Greenbaum arbeitete hier fast ausschließlich für den Produzenten Michael Balcon. 1936 wurde er auf dem Filmfestival von Venedig für seine Kameraführung bei Tudor Rose ausgezeichnet. Zu Beginn des Zweiten Weltkrieges änderte er seinen Namen in Max Greene. Während der Kriegszeit drehte er vorwiegend typische Anti-Nazi-Streifen, daneben 1941 die Literaturadaption Der Hutmacher und sein Schloß.
1943/44 führte er nach 22 Jahren wieder Regie, doch auch dies blieb eine Ausnahme. Danach begann seine dreizehn Jahre andauernde Zusammenarbeit mit dem Filmproduzenten Herbert Wilcox. Greenbaum bewährte sich in dieser Zeit als Bildgestalter von Filmen, die besonders in gehobenen Kreisen spielten. Ab 1956 drehte er sieben Filme für die Gebrüder John und Roy Boulting. 1962 beendete er seine Arbeit beim Spielfilm und schuf nur noch einige kurze Industriefilme. Sein letzter Spielfilm Himmlische Freuden (Heavens Above!) brachte ihm eine Nominierung für den British Film Academy Award ein. Schließlich drehte er bis 1967 einige Werbefilme.

## Filme (Auswahl)
- 1914: Die Welt ohne Männer
- 1915: Das Spiel mit dem Tode
- 1915: Hampels Abenteuer
- 1915: Das Phantom der Oper
- 1916: Fritzis toller Einfall
- 1916: Das Geständnis der grünen Maske
- 1916: Der Sumpf
- 1916: Das tanzende Herz
- 1916: Der Fakir im Frack
- 1918: Der gelbe Schatten
- 1918: Der Fluch des Nuri
- 1918: Das gestohlene Hotel
- 1919: Das Spiel von Liebe und Tod
- 1919: Die Sumpfhanne
- 1920: Die Tänzerin Barberina
- 1920: Masken
- 1920: Der Mann im Nebel
- 1921: Die Gebieterin von Saint Tropez
- 1922: Christoph Columbus
- 1922: Die weisse Wüste
- 1922: Der Halunkengeiger
- 1922: Wege des Lasters
- 1923: Graf Cohn
- 1923: Wettlauf ums Glück
- 1923: Frühlingserwachen
- 1924: Prater
- 1924: Das Mädel von Capri
- 1924: Das blonde Hannele
- 1924: Das goldene Kalb
- 1924: Lumpen und Seide
- 1925: Sündenbabel
- 1925: Heiratsschwindler
- 1925: Die unberührte Frau
- 1926: Die Försterchristl
- 1926: Die Flucht in den Zirkus
- 1927: Tragödie einer Ehe
- 1927: Der Meister der Welt
- 1927: Die rollende Kugel
- 1927: Der goldene Abgrund
- 1928: Der Präsident
- 1928: Marter der Liebe
- 1928: Die Republik der Backfische
- 1928: Frauenraub in Marokko
- 1929: Mascottchen
- 1929: Sensation im Wintergarten
- 1929: Die stärkere Macht
- 1929: Spielereien einer Kaiserin
- 1930: Es gibt eine Frau, die Dich niemals vergißt
- 1930: Die große Sehnsucht
- 1930: Zwei Welten (Two Worlds)
- 1931: Die Försterchristl
- 1934: Chu Chin Chow
- 1935: Emil and the Detectives
- 1937: The Return of the Scarlet Pimpernel
- 1937: Sturm im Wasserglas (Storm in a Teacup)
- 1939: Die Sterne blicken herab (The Stars Look Down)
- 1941: Pimpernel Smith
- 1941: Der Hutmacher und sein Schloß (Hatter’s Castle)
- 1943: Hotel Reserve (auch Co-Regie)
- 1944: Der Mann aus Marokko (The Man From Morocco) (Regie)
- 1945: Die Atlantik-Brücke (I Live in Grosvenor Square)
- 1946: Das dämonische Ich (Wanted for Murder)
- 1946: Schicksal von gestern (Piccadilly Incident)
- 1948: Tanz in den Frühling (Spring in Park Lane)
- 1950: Die Ratte von Soho (Night and the City)
- 1950: Der Mann aus dem Beiboot (Into the Blue)
- 1951: Florence Nightingale – Ein Leben für den Nächsten (The Lady with the Lamp)
- 1952: Trents letzter Fall (Trent's Last Case)
- 1953: Anna von Singapur (Laughing Anne)
- 1954: Scherereien mit seiner Lordschaft (Trouble in the Glen)
- 1957: Volltreffer ins Glück (Lucky Jim)
- 1958: Der Rächer im lila Mantel (The Moonraker)
- 1959: Ausgerechnet Charlie Brown (Carlton-Browne of the F.O.)
- 1959: Junger Mann aus gutem Hause (I'm All Right Jack)
- 1961: Geheime Wege (The Secret Ways)
- 1963: Himmlische Freuden (Heavens Above!)